# Bến Nghé (phường)
Bến Nghé là một phường cũ thuộc Quận 1, Thành phố Hồ Chí Minh, Việt Nam.

## Địa lý
Phường Bến Nghé nằm ở trung tâm Quận 1, có vị trí địa lý:
- Phía đông giáp phường Thủ Thiêm, thành phố Thủ Đức với ranh giới là sông Sài Gòn
- Phía tây giáp phường Võ Thị Sáu, quận 3 và phường Bến Thành
- Phía nam giáp phường Nguyễn Thái Bình
- Phía bắc giáp phường 19 và phường 22, quận Bình Thạnh và phường Đa Kao.

Phường có diện tích 2,48 km², dân số năm 2021 là 11.454 người, mật độ dân số đạt 4.618 người/km².

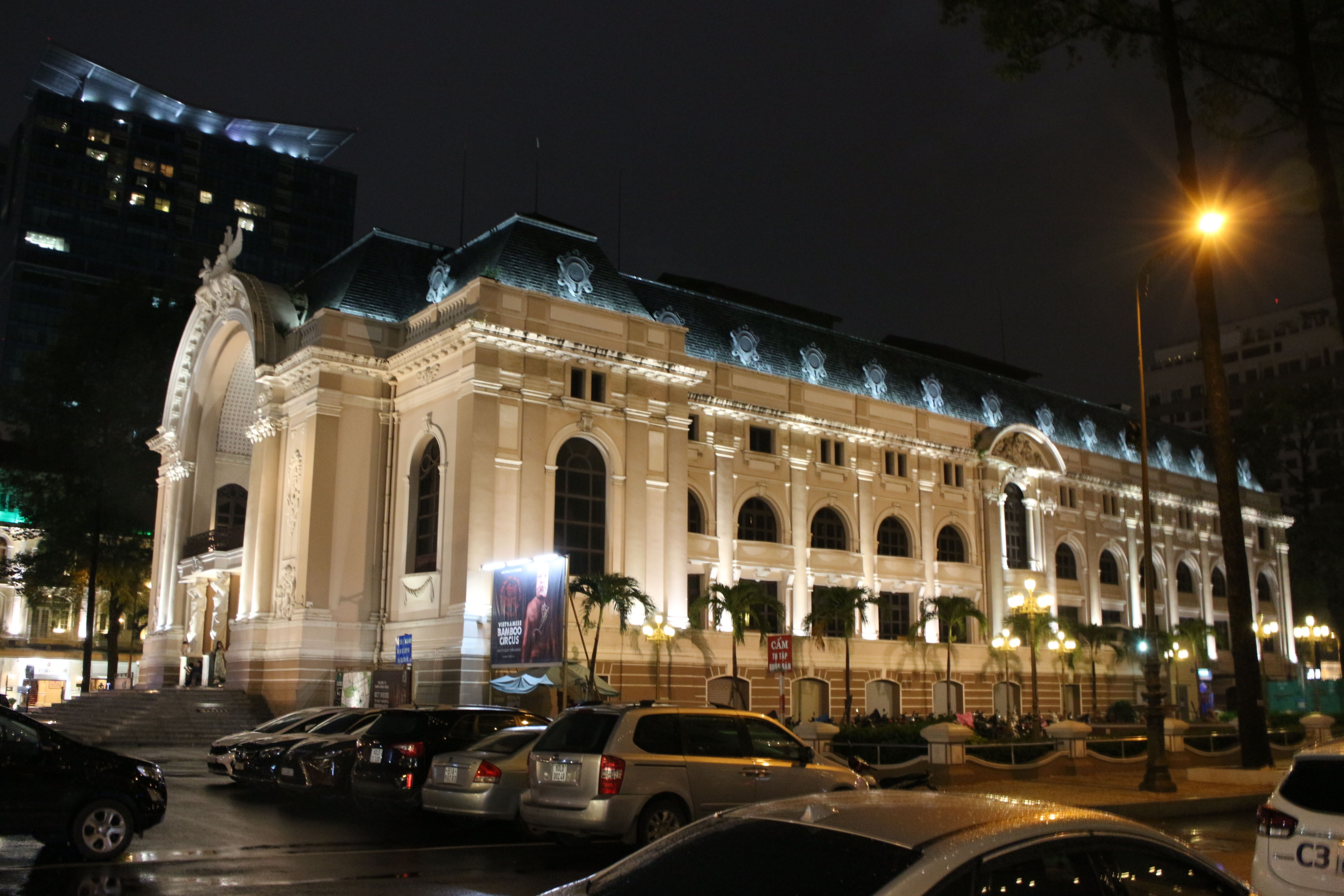
Nhà hát Thành phố Hồ Chí Minh về đêm

Phường là nơi đặt trụ sở nhiều cơ quan hành chính quan trọng của Quận 1 và Thành phố Hồ Chí Minh như Ủy ban Nhân dân, Hội đồng nhân dân.

## Hành chính
Phường Bến Nghé được chia thành 9 khu phố: 1, 2, 3, 4, 5, 6, 7, 8, Ba Son.

## Lịch sử

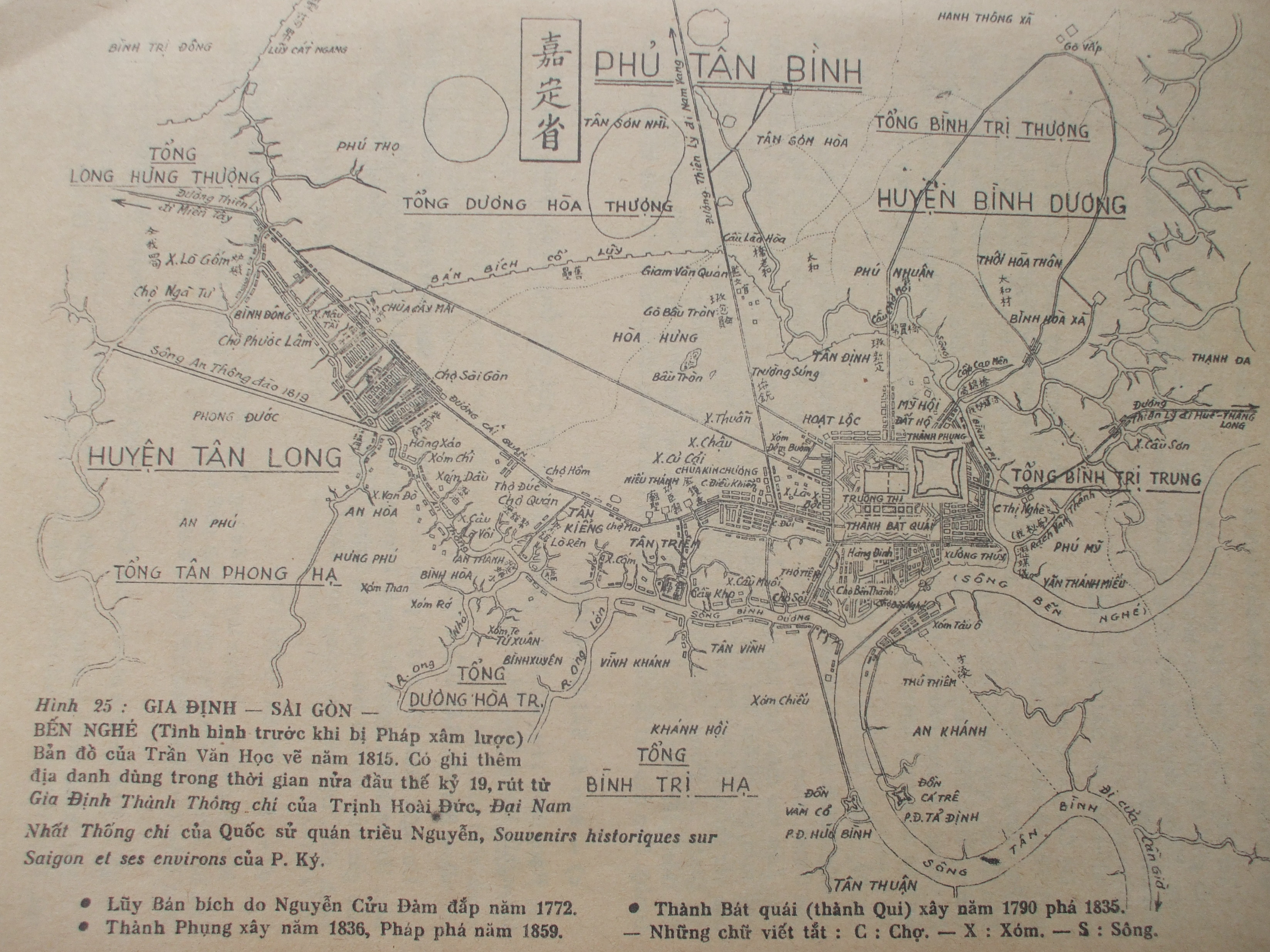
Bản đồ Gia Định năm 1815 do Trần Văn Học vẽ, được bổ sung thêm các địa danh trong khoảng nửa đầu thế kỷ 19

Bến Nghé vốn là địa danh tại vùng đất Sài Gòn – Gia Định xưa, là tên gọi của khu vực trung tâm Thành phố Hồ Chí Minh hiện tại từ thế kỷ 17 đến giữa thế kỷ 19. Đến thời Pháp thuộc, trên cơ sở đô thị Bến Nghé, người Pháp đã quy hoạch thành phố Sài Gòn. Danh xưng Bến Nghé từ đó không còn được sử dụng.

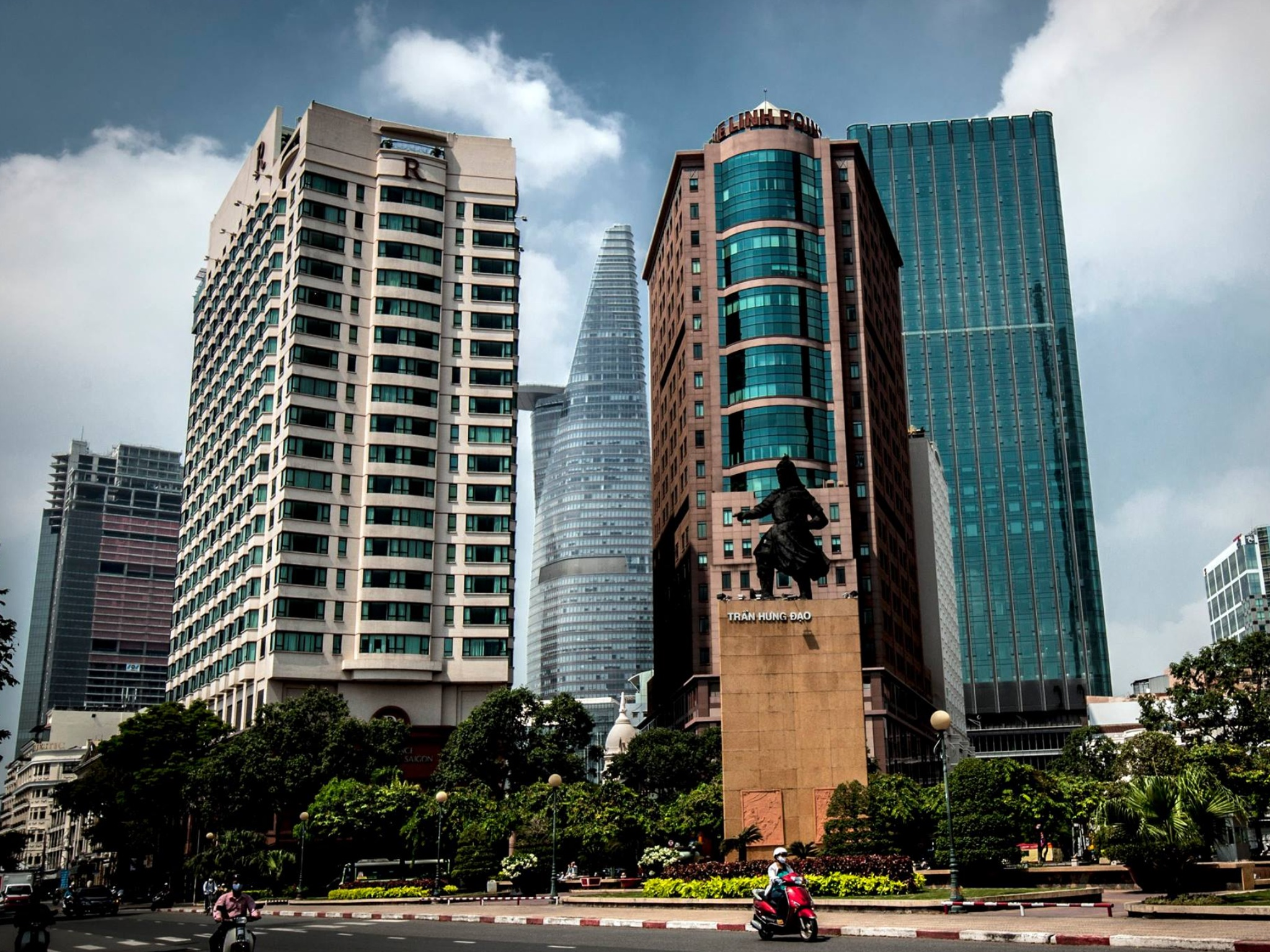
Tượng Trần Hưng Đạo tại Công trường Mê Linh

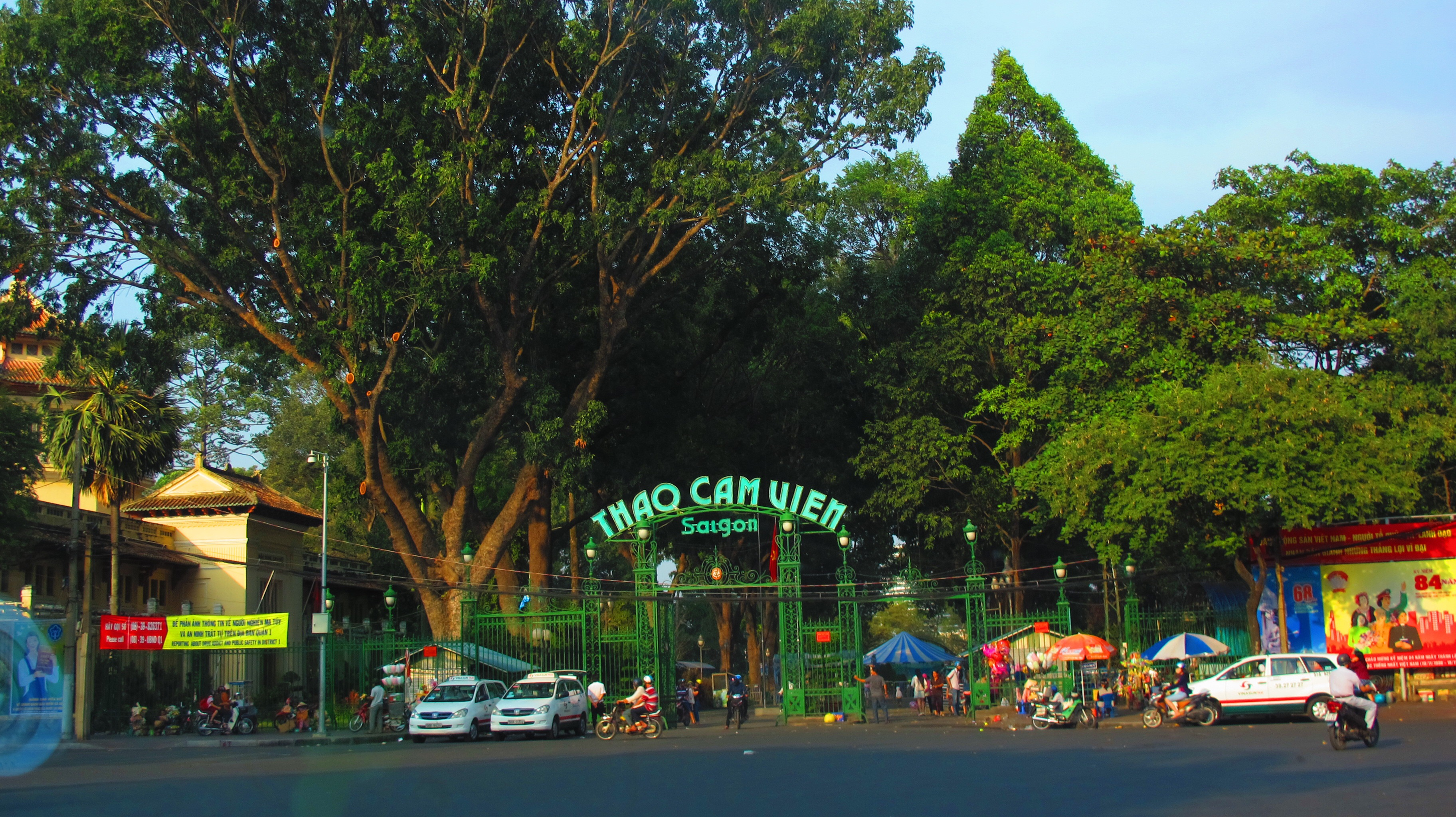
Thảo Cầm Viên Sài Gòn

Năm 1959, chính quyền Việt Nam Cộng hòa ban hành nghị định chia các quận của Đô thành Sài Gòn thành nhiều phường. Trong đó, Quận 1 có 4 phường: Bến Nghé, Hòa Bình, Tự Đức và Trần Quang Khải. Địa bàn phường Bến Nghé hiện nay tương ứng với hai phường Bến Nghé và Hòa Bình lúc bấy giờ, ranh giới hai phường là đường Lê Thánh Tôn.
Sau năm 1975, phường Hòa Bình được sáp nhập vào phường Bến Nghé. Tuy nhiên, đến năm 1976, phường Bến Nghé giải thể và chia thành 3 phường là Phường 8, Phường 9 và Phường 10.
Ngày 26 tháng 8 năm 1982, Hội đồng Bộ trưởng ban hành Quyết định 147-HĐBT. Theo đó, giải thể phường 9 để sáp nhập vào các phường 8, 10, 18 và 19.
Ngày 28 tháng 12 năm 1988, Hội đồng Bộ trưởng ban hành Quyết định 184-HĐBT. Theo đó, sáp nhập toàn bộ diện tích và dân số của Phường 8 và Phường 10 để tái lập phường Bến Nghé.
Về mặt khu phố, trước năm 2024, phường Tam Bình được chia thành 8 khu phố: 1, 2, 3, 4, 5, 6, 7, 8.
Ngày 14 tháng 3 năm 2024, HĐND Thành phố Hồ Chí Minh ban hành Nghị quyết 11/NQ-HĐND, trong đó sắp xếp lại các đơn vị khu phố để thành lập 9 khu phố mới như ngày nay.